# Laccophilus kaszabi
Laccophilus kaszabi är en skalbaggsart som beskrevs av Michel Brancucci 1983. Laccophilus kaszabi ingår i släktet Laccophilus och familjen dykare. Inga underarter finns listade i Catalogue of Life.